# Цюэцяо
«Цюэця́о» (кит. упр. 鹊桥, пиньинь Quèqiáo, дословно переводится как «сорочий мост») — китайский искусственный спутник, служащий в качестве ретранслятора связи для китайской лунной станции «Чанъэ-4», которая совершила посадку на обратной стороне Луны и, следовательно, не может напрямую общаться с Землей. Спутник был запущен 20 мая 2018 года. Он достиг гало-орбиты вокруг точки Лагранжа L2 системы Земля-Луна в середине 2018 года и начал работу по передаче данных после запуска «Чанъэ-4» в декабре 2018 года.

## Название
Название спутника «Цюэцяо» (кит. упр. 鹊桥) переводится как «сорочий мост» и использует образ из древней китайской легенды — мост через Млечный путь из слетевшихся сорок, создаваемый на один вечер в году, 7 числа 7 месяца по китайскому сельскохозяйственному календарю, для свидания Пастуха и Ткачихи. Поскольку и спутник «Цюэцяо» является как бы  космическим телекоммуникационным мостом, базовой станцией, между Землёй и обратной стороной Луны.

## Характеристики
«Цюэцяо» — небольшой 425-килограммовый спутник, который использует платформу CAST-100 от Китайской академии космических технологий (CAST). Платформа стабилизирована по трём осям и питается от солнечных батарей. Движение обеспечивается четырьмя небольшими двигателями, работающими на гидразине, с тягой 130 ньютонов. Основной полезной нагрузкой является радиоретранслятор. Он имеет 4 канала в X-диапазоне для связи с посадочной станцией миссии «Чанъэ-4», совершившей посадку на обратной стороне Луны (скорость 256 килобит/с), и канал в S-диапазоне для передачи данных на Землю (скорость 2 гигабит/с). Ретранслятор использует параболическую антенну диаметром 4,2 метра, развёрнутую после выхода на орбиту.
На спутнике также находится Нидерландский низкочастотный экспериментальный радиотелескоп (NCLE), научный инструмент, разработанный ASTRON, который должен зафиксировать низкочастотное радиоизлучение, генерируемое во время появления первых звёзд и первых галактик через несколько сотен миллионов лет после Большого Взрыва. Проведение этого эксперимента на «Цюэцяо» позволяет избежать радиопомех на низкой околоземной орбите. Длины волн ниже 30 МГц, характеризующие этот период развития Вселенной, блокируются земной ионосферой. На спутнике также установлен широкоугольный лазерный отражатель для измерения расстояния между космическим аппаратом и наземной станцией.
Вместе с орбитальным модулем к Луне были запущены два мини-спутника «Лунцзян-1» и «Лунцзян-2» (Longjiang) массой по 45 кг, разработанные Харбинским технологическим институтом. Они должны были находиться в тандеме на лунной орбите для проведения радиоинтерферометрического эксперимента со сверхдлинной базой. «Лунцзян-1» из-за неполадок в управлении вывести на окололунную орбиту не удалось. «Лунцзян-2» 25 мая 2018 года вышел на высокоэллиптическую окололунную орбиту с высотой апоселения 13 700 км и высотой периселения 350 км. «Лунцзян-2» несёт микрокамеру, разработанную в Саудовской Аравии. 2 июля 2019 года камера Inory Eye микроспутника «Лунцзян-2» сделала с орбиты Луны снимки полного солнечного затмения. 31 июля 2019 года в результате запланированного падения микроспутник «Лунцзян-2» разбился о поверхность Луны.

## Миссия
«Цюэцяо» запущен 21 мая в 5:28 по пекинскому времени  (20 мая 2018 года в 21:28 UTC) с космодрома Сичан с помощью ракеты «Чанчжэн-4C». 25 мая 2018 года в 21:46 (пекинское время) «Цюэцяо» осуществил торможение вблизи Луны, что перевело его на переходную орбиту от Луны к точке Лагранжа L2 системы Земля-Луна. 14 июня 2018 года в 11:06 (пекинское время) «Цюэцяо» выполнил команду захвата орбиты, став первым в мире спутником, обращающимся по гало-орбите вокруг точки Лагранжа L2 системы Земля-Луна. 
«Цюэцяо» циркулирует по гало-орбите вокруг точки Лагранжа L2 системы Земля-Луна. На этой орбите спутник, расположенный за пределами лунной орбиты (примерно 450 000 км от Земли и 65 000 км от Луны), может получать и передавать радиосигналы как с Земли, так и с обратной стороны Луны. Эта орбита, которая была определена специалистом по проектированию миссий НАСА Робертом Фаркуаром более 40 лет назад, использована для целей связи с обратной стороной Луны в первый раз.
В частности, 3 января 2019 года в 15:07 (пекинское время) китайским центром управления полётами через спутник «Цюэцяо» на прилунившуюся на обратной стороне Луны АМС «Чанъэ-4» была направлена команда на «разделение двух аппаратов» (кит. упр. 两器分离), инициировавшая процесс съезда лунохода «Юйту-2» с АМС на поверхность Луны.
27 ноября 2019 года начался процесс разворачивания трёх пятиметровых антенн Нидерландского низкочастотного экспериментального радиотелескопа (NCLE), но антенны развернулись не полностью. Тем не менее в течение всей лунной ночи (14 земных суток), пока спят «Юйту-2» и «Чанъэ-4», исследования будут проводиться с более короткими антеннами.